# Касбах-Оленберг
Касбах-Оленберг (нем. Kasbach-Ohlenberg) — община в Германии, в земле Рейнланд-Пфальц. 
Входит в состав района Нойвид. Подчиняется управлению Линц.  Население составляет 1387 человек (на 31 декабря 2010 года). Занимает площадь 4,78 км².
Коммуна подразделяется на 3 сельских округа.